# Captain Beefheart

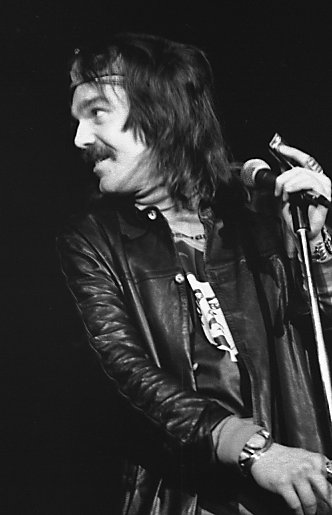
Captain Beefheart

Captain Beefheart (Glendale, Californië, 15 januari 1941 – Arcata, Californië, 17 december 2010) was het pseudoniem van de Amerikaanse muzikant en schilder Don Van Vliet, geboren als Don Glen Vliet. Op de middelbare school raakte Vliet bevriend met Frank Zappa, die een grote invloed op hem had. Hij ontwikkelde zich tot componist, instrumentalist, zanger, tekenaar, schilder en beeldhouwer. In de jaren zestig maakte hij met zijn Magic Band de experimentele dubbelelpee Trout Mask Replica, dat door velen als een van de hoogtepunten van de (rock)muziek van de 20e eeuw wordt gezien. In totaal maakte hij twaalf studio-albums.

## Biografie
Tussen 1964 en 1982 maakte Captain Beefheart avant-gardistische bluesrock, met zijn begeleidingsgroep The Magic Band, waarvan de samenstelling regelmatig wisselde. In 1982 stopte hij definitief met het maken van muziek en legde hij zich volledig toe op de schilderkunst. Zijn muzikale carrière kan men onderverdelen in verschillende fasen: een begin dat sterk was geïnspireerd door Mississippi delta blues (1964-1967), een psychedelische en experimentele vrije vorm (1968-1970) die als een hoogtepunt wordt beschouwd, een terugkeer naar bluesrock (1971-1973), dan een verguisde commerciële fase (1974-1977) en ten slotte een comeback en pleine forme (1978-1982).

### Het begin in blues
Van Vliet formeerde naar eigen zeggen in 1964 in Lancaster de Magic Band met zichzelf als componist en zanger. Van Vliet speelde mondharmonica en later saxofoon. Volgens anderen pleegde hij in de nieuwe band een machtsgreep. De band stond eerst bekend als The en later als His Magic Band. Hoe dan ook, vanaf 1965 wierp hij zichzelf op als leider. De naam van de band is ontleend aan 'Captain Beefheart vs. the Grunt People', een nooit van de grond gekomen filmproject van Frank Zappa. De groep nam een ep op voor A&M Records, die echter door de firma te afwijkend werd bevonden en pas later uitgebracht in 1984. Beefheart kwam terecht bij Buddah Records, waar hij zijn debuutalbum Safe As Milk opnam en uitbracht in 1967.

### Psychedelische en experimentele fase
Net als Zappa probeerde Beefheart blues en progressieve jazz te versmelten tot "folkblues voor de 21e eeuw". Opvallend zijn daarbij zijn zowel poëtische als surrealistische teksten die hij met een breed stemgeluid brengt. Op Strictly personal (1968) zijn de liedjes al van de herkenbare bluesinvloeden ontdaan, ten voordele van springende ritmen en vrije melodie. Andere opnamen uit die periode werden later uitgebracht als Mirror Man.
In 1969 kwam het bekendste album uit, de monumentale dubbelelpee Trout Mask Replica, geproduceerd door Zappa, door Steve Huey in zijn All Music Guide een ‘challenging but groundbreaking and influential masterpiece’ genoemd. Meteen nadien volgde Lick my decals off, baby, dat dezelfde avant-gardistische toon heeft en minstens even ontoegankelijk is als zijn voorganger. Tijdens die periode werkte Van Vliet een eerste keer mee aan een plaat van Frank Zappa, met name Hot Rats (1969)

### De terugkeer naar bluesrock
De muziek was te modern voor die tijd en plaats. Nadat de samenwerking met Zappa afketste, ging "The Captain" in 1970 naar Warner/Reprise, die de Magic Band in een ‘coast-to-coast’-tournee promootte. The Spotlight Kid (1972) en Clear Spot (1972) waren opnieuw toegankelijker, met duidelijkere blues-invloeden en meer klassiek popstructuren. Van toen af kreeg Captain Beefheart een kleine, maar enthousiaste schare trouwe fans. Ook in Europa brak hij door, nog vóór hij er ging optreden; zo stond hij in 1974 op Pinkpop.

### De commerciële toer op
Al dan niet geïnspireerd door die grotere weerklank deed Beefheart een gooi naar echt commercieel succes met Unconditionally guaranteed (1974) en Bluejeans & Moonbeams (1974). Voor die albums werkte hij samen met producer en medesongwriter Andy DiMartino. De Magic Band wordt meteen na de opnamen van Unconditionally guaranteed ontslagen en vervangen door andere muzikanten. Deze fase werd door de fans algemeen beschouwd als een aanfluiting van zijn talenten, wat de groep de spottende naam "the Tragic Band" opleverde.
Het kon de band R.E.M. er echter niet van weerhouden om het nummer This is the Day van 'Unconditionally guaranteed' zonder inspiratieverwijzing of creditvermelding om te werken tot de wereldhit The One I Love.

### Comeback en einde
Omdat commercieel succes uitbleef, besloot Captain Beefheart terug te keren naar compromisloze composities, die werden aangevuld met herwerkte overblijfsels uit de Trout Mask Replica-periode. Die laatste fase, vond zijn beslag op drie platen: Shiny beast (bat chain puller), Doc at the radar station en Ice Cream for Crow. Op die laatste plaat is de oorspronkelijke brede zang verworden tot een bijna monotoon gekras. Voor dit drieluik deed hij een beroep op een nieuwe lichting muzikanten, waaronder Gary Lucas, die de rol van orkestmeester speelde, zoals John French hem had voorgedaan in eerdere fasen.
Na 1982 trok Vliet zich terug uit de muziekwereld om zich toe te leggen op schilderen. Al eerder had hij zich als kunstschilder gemanifesteerd, onder meer op zijn platenhoezen. Naast de officiële albums verschenen verschillende verzamel-cd's, cd's met live-registraties en met niet eerder gebruikt studio-materiaal, zoals Grow Fins. Ook een concert in Paradiso is onder de titel Amsterdam 1980 op de plaat verschenen. De groepswisselingen en het uitblijvende commerciële succes deden de band geen goed.

### The Magic Band
Captain Beefheart stond bekend als iemand die zijn muzikanten dictatoriaal behandelde. De groep bestond uit een wisselend gezelschap muzikanten, soms werkend onder schuilnamen die Beefheart voor ze bedacht had: John French "Drumbo", Alex "St. Clair" Snouffer, Jerry Handley, Bill Harkleroad "Zoot Horn Rollo", Mark Boston "Rockette Morton", "Antennae" Jimmy Semens, Victor Hayden "The Mascara Snake", Doug Moon, Art Tripp "Ed Marimba", Elliot Ingber "Winged Eel Fingerling", Eric Drew Feldman, Jeff Morris Tepper, Gary Lucas, Cliff R. Martinez, Richard Snyder ("Midnight Hatsize"), Bruce Lambourne Fowler, Robert Arthur Williams. Op Safe as Milk is een jonge Ry Cooder te horen.
De enige min of meer constante figuur is drummer John French, die meewerkte aan het tot stand komen van Trout Mask Replica, later de periode tussen '71-'74 mee begeleidde en ook deel uitmaakte van de groep tijdens Doc at the Radar Station. French heeft een lijvige autobiografie geschreven waarin de sekte-achtige aspecten van de Magic Band uitgebreid beschreven worden. Ook Ry Cooder, Doug Moon en Zoot Horn Rollo hebben zich over de wantoestanden in de Magic Band uitgelaten.

### Overlijden
Hij overleed een maand voor zijn 70e verjaardag aan de gevolgen van multiple sclerose, waaraan hij al jaren leed. In zijn laatste woonplaats Trinidad (in Californië) was tot voor kort op of bij de Trinidad Memorial Lighthouse een plaquette te zien waarop geboorte- en sterfjaar van Don Van Vliet was vermeld ten teken dat zijn as in zee is uitgestrooid.
De naam van Jan Van Vliet komt ook op de plaquette voor (zonder overlijdensjaar). De vuurtoren is door een plotselinge verzakking op dit moment (2018) verwijderd. Er zou sprake van zijn dat de toeristische memorial site hierdoor in de toekomst meer inlands verplaatst gaat worden.

## Discografie
Op Buddah:
- Safe as milk (1967)
- Mirror Man (1968)

Op Blue Thumb:
- Strictly Personal (1968)

Op Straight (Zappa):
- Trout Mask Replica (1969)
- Lick my decals off, baby (1970)
- Mirror man (opgenomen 1967, uitgebracht 1971)

Op Reprise:
- The spotlight kid (1972)
- Clear spot (1972)

Op Mercury:
- Unconditionally guaranteed (1974)
- Bluejeans & moonbeams (1974)

Op Virgin:
- Shiny beast (Bat chain puller) (1978)
- Doc at the radar station (1980)
- Ice cream for crow (1982)